# 611M
611М — одновагонная автомотриса, производившаяся польской фирмой Pesa (пол. Pojazdy Szynowe PESA Bydgoszcz SA) для ОАО «Российские железные дороги». Является модификацией автомотрисы 610М.

## История создания

### Предпосылки к появлению

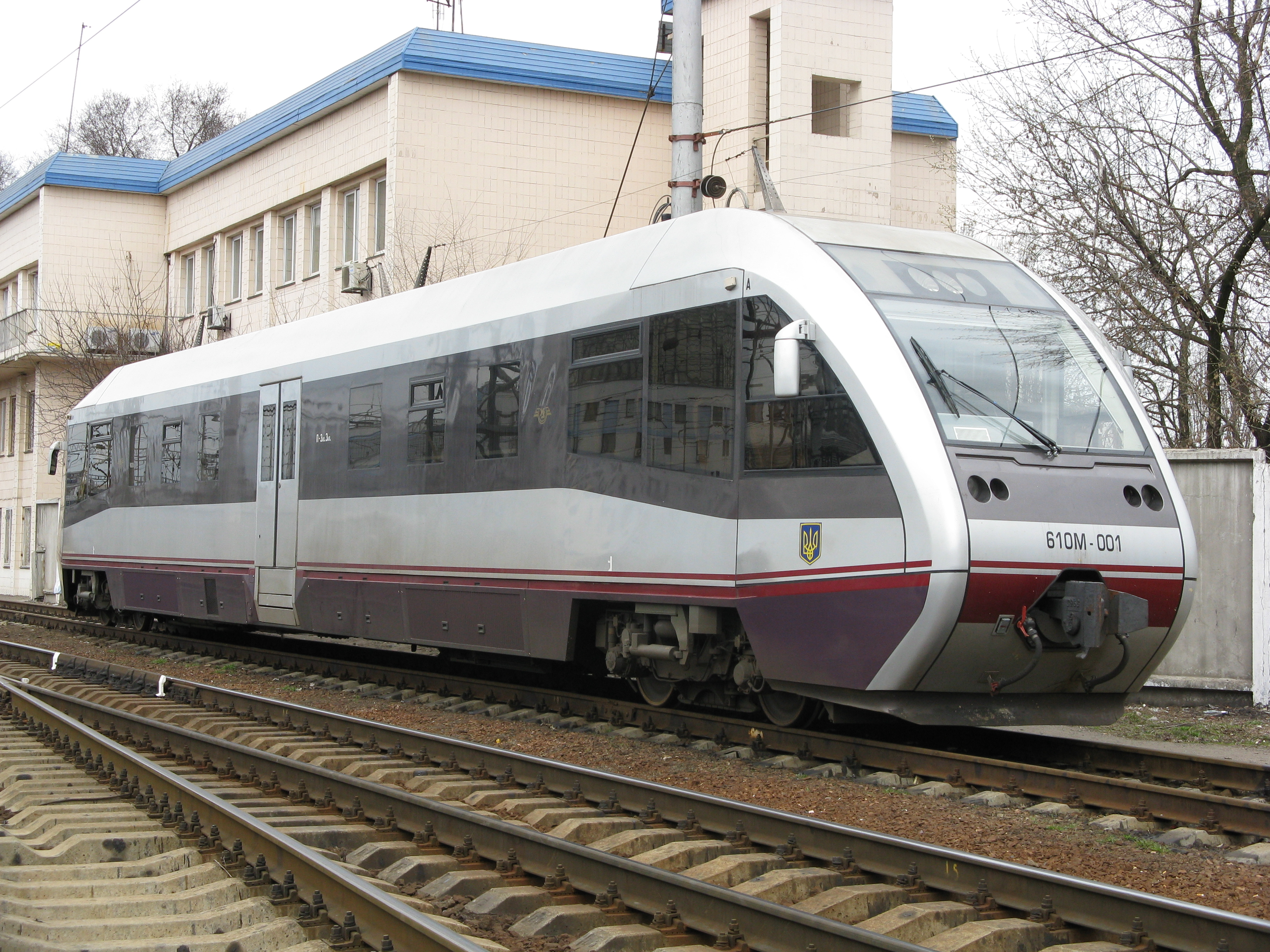
Автомотриса 610М - прообраз для 611M

В 2001 году в Польше заводом Pesa было начато производство моторвагонного подвижного состава нового поколения. Первой такой машиной стала автомотриса модели 214M европейской колеи. Вскоре для экспорта в страны бывшего СССР на базе этой машины были разработаны такие модели, как 610M (инспекционная версия для Украинской железной дороги), 620М (пассажирская версия; эксплуатируется Украинской железной дорогой, Белорусской железной дорогой и Литовскими железными дорогами).
В период с 12 по 13 октября 2011 года в рамках 9-й Международной выставки железнодорожной промышленности Trako 2011, в Гданьске был подписан контракт между ОАО «Российские железные дороги» (РЖД) и Pesa на изготовление и поставку инспекционной автомотрисы 611М. Ввод её в эксплуатацию был намечен на конец 2013 года до начала XXII зимних Олимпийских игр в Сочи.

### Выпуск и испытания

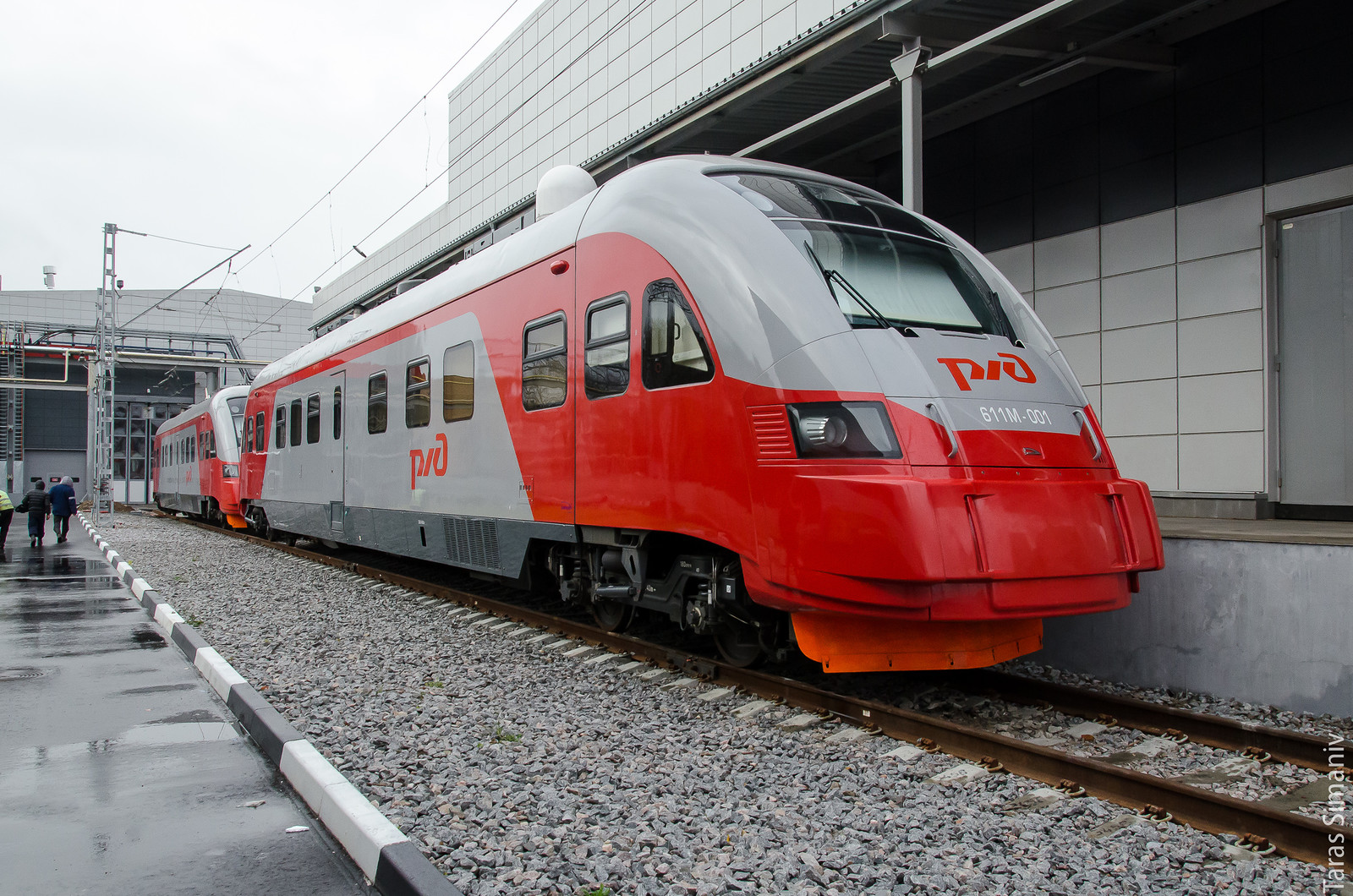
611M-001 (справа) и 611M-002 в депо Подмосковная

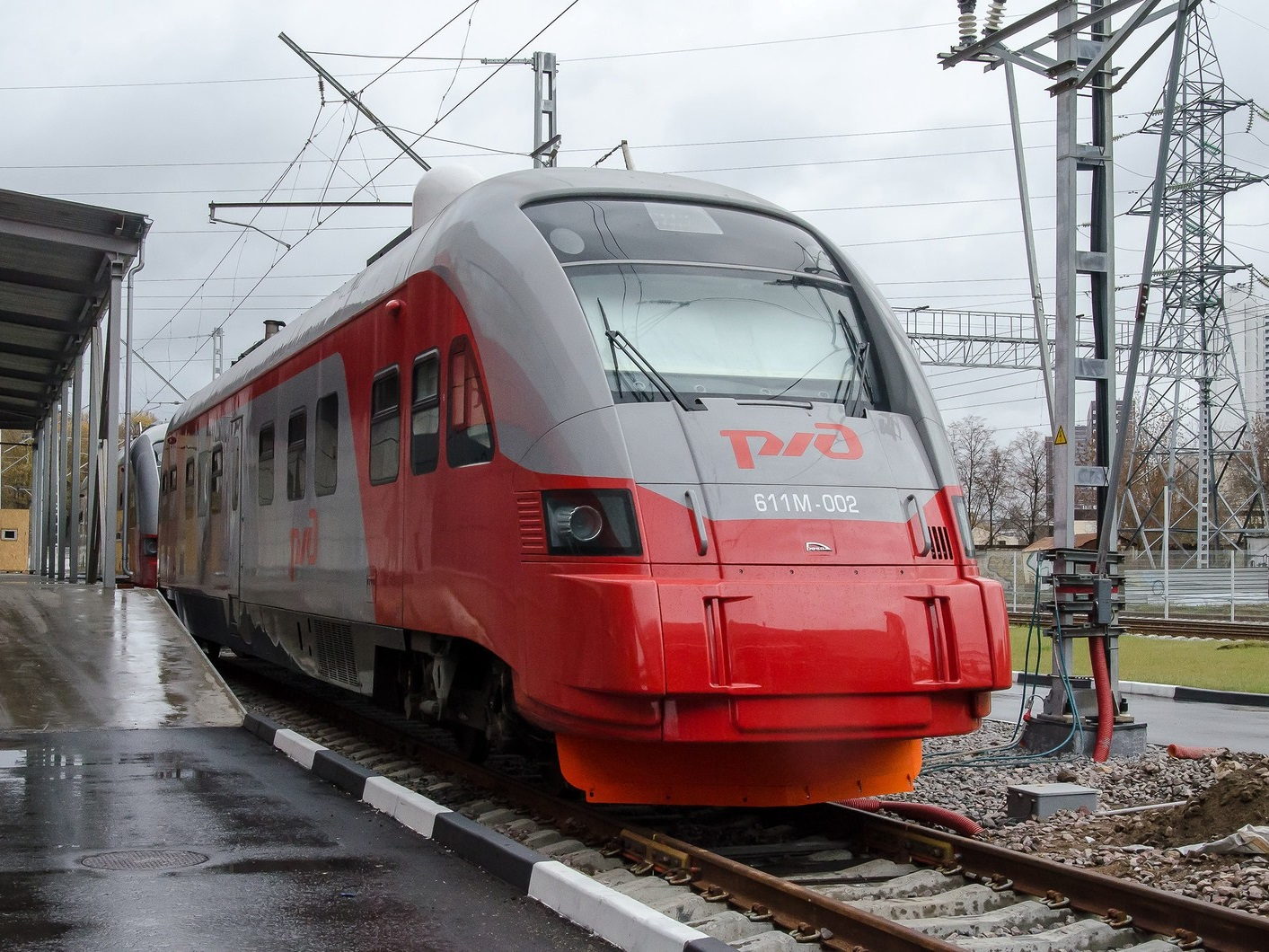
611M-002 в депо Подмосковная

В конце июня 2013 года завершилась постройка вагона 611M-001, после чего (в начале июля) он совершал тестовые поездки по маршруту Быдгощ – Иновроцлав. Во второй половине июля машина была передана в Россию и 29 июля поступила для испытаний на экспериментальное кольцо ВНИИЖТ (в Щербинке).
В начале августа того же года завершилась постройка вагона 611M-002. Машина была направлена на скоростные испытания. 15 октября эта автомотриса достигла скорости 201 км/ч на линии Москва — Санкт-Петербург, установив рекорд скорости для поездов польского производства на дизельной тяге.
Таким образом, всего построено две автомотрисы 611M (обе в 2013 году); сведений о постройке других номеров нет.

## Общие сведения

### Назначение
Автомотриса предназначена для эксплуатации на сети железных дорог колеи 1520 мм в условиях умеренного климата (при температуре окружающего воздуха от минус 40  °C до плюс 40  °C) в качестве инспекционного транспортного средства.

### Составность
Автомотриса имеет одновагонное исполнение, но может использоваться в сцепе с другой аналогичной автомотрисой. Допускается добавлять к автомотрисе вагон сопровождения.

### Технические характеристики
Параметры автомотрисы (источник , если не указано иное):
- ширина колеи — 1520 мм[12][13][14];
- конструкционная скорость — 180 км/ч;
- максимальная эксплуатационная скорость — 180 км/ч[12][14];
- осевая формула — 20-20 (B'B' в формате UIC)[к 1];
- габарит (по ГОСТ 9238) — 1-Т;
- длина по осям сцепок — 27 500 мм;
- ширина — 3000 мм[14];
- высота — 4860 мм[14];
- расстояние между шкворнями тележек — 19 250 мм;
- колёсная база тележек — 2400 мм;
- высота оси сцепки от УГР — от 980 до 1080 мм;
- пассажировместимость — 20 человек;
- масса в снаряжённом состоянии — 66 т ± 3 %[к 2];
- нагрузка от оси на рельсы — 180 кН ± 3 %;
- номинальная мощность по двигателям — 2×360=720 кВт;
- запас хода по топливу — 1000 км (не менее).

### Нумерация и маркировка
В РЖД автомотрисе не стали присваивать отдельную серию или тип, оставив обозначение 611М. Машины получили номера в трёхзначном формате (001 и 002). Маркировка выполнена под лобовыми стёклами на обеих кабинах через дефис, например: 611М-001.

## Конструкция

### Механическая часть

#### Кузов
Автомотриса представляет собой самоходный дизельный вагон, кузов которого опирается на две приводные тележки. Машина имеет кабины машиниста на обоих концах, которые предназначены для обслуживания одним человеком с дополнительным местом для помощника машиниста и инспектора. В отличие от модели 610M дизайн её кабины выполнен аналогично применённому фирмой Pesa примерно в то же время на дизель-поезде 730M.
Лобовая часть выполнена со встроенной крэш-системой. По свойствам этой системы автомотриса соответствуют стандарту EN 15227 в рамках четырёх крэш-сценариев столкновения: с транспортным средством одинакового веса, грузовым вагоном, грузовиком и легковым транспортным средством. Под оболочкой размещён каркас из особо прочной стали. На первом этапе столкновения энергию удара поглощает специальная муфта. Здесь решающую роль играют энергетические поглотители, которые, помимо поглощения энергии также препятствуют подъёму транспортных средств друг на друга. На втором этапе энергию столкновения поглощают так называемые пчелиные соты (honey comb) — блок специально сформированных алюминиевых элементов.
По обоим бортам автомотрисы расположено по одной одностворчатой двери прислонно-сдвижного типа с электрическим приводом. Автоматические выдвижные ступени позволяют осуществлять вход и выход пассажиров на перронах как с низкими, так и с высокими платформами.

#### Сцепные устройства
Конструкция сцепки автомотрисы отличается от применяемой в России автосцепки СА-3. Для сцепления с локомотивом или вагоном с автосцепками СА-3 (с контуром зацепления по ГОСТ 21447) в инвентарном комплекте оборудования автомотрисы предусмотрен специальный адаптер, а для сцепления двух 611M между собой в инвентарном комплекте оборудования предусмотрен специальный переходник. В одной сплотке допускается пересылать не более двух автомотрис. Допускается (при необходимости) в состав сплотки включать вагон сопровождения. При этом локомотив должен иметь исправную систему осушки воздуха (например, тепловоз ТЭП70).

#### Силовая установка
Автомотриса имеет две силовые установки, каждая из которых включает дизельный двигатель MTU6H1800R83 и гидравлическую передачу Voith T211 re.4.

### Оснащение салона

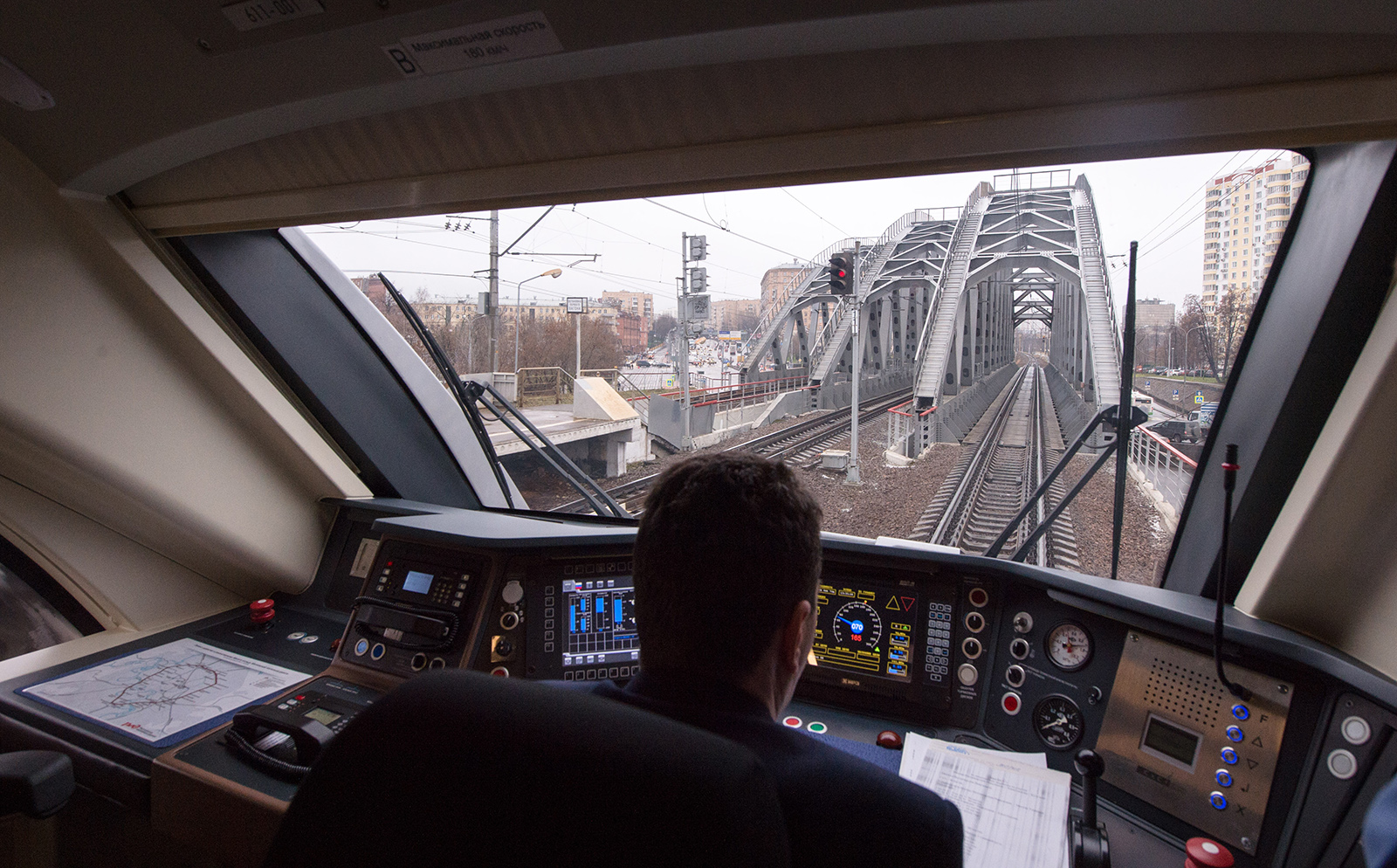
Вид из кабины 611М

Салон оборудован кондиционером и имеет окна со стеклопакетом, гарантирующим высокий уровень теплоизоляции и звукоизоляции, благодаря чему возможна эксплуатация автомотрисы при температурах от −40 до +40 °C.
Салон автомотрисы делится на несколько частей: конференц-зал (помещение с мультимедийным оборудованием), рабочую зону (кабинет), спальную зону, полностью оборудованную гостиную с кухней, а также оснащён душем и туалетом замкнутой системы.
В автомотрисе доступны различные системы связи: спутниковая связь, поездная радиосвязь (160 МГц диапазона УКВ, 2 МГц диапазона СВ, а также стандартов GSM-R и TETRA), сотовая связь (стандартов GSM/GPRS/EDGE/UMTS/LTE). Кроме того, салон оснащён цифровым телевидением. Локомотивная бригада оснащается бесконтактным инфракрасным термометром и переносными рациями.
Автомотриса оснащена устройством безопасности КЛУБ-У.
Для обеспечения пожаробезопасности в салоне размещаются шесть огнетушителей (четыре порошковых и два углекислотных).

## Эксплуатация
Автомотриса приписывается к структурному подразделению Дирекции скоростного сообщения филиала РЖД. Локомотивная бригада автомотрисы состоит из машиниста и его помощника. Для работы в качестве машиниста привлекаются машинисты электропоезда или локомотива 1 класса квалификации не ниже 12 разряда. Поездная бригада состоит из двух проводников пассажиркого вагона со стажем не менее 1 года.
Наружная мойка кузова автомотрисы должна производиться не реже одного раза в неделю, а также перед каждой выдачей автомотрисы для инспекционной проверки.
Автомотриса приписывается к структурному подразделению Дирекции скоростного сообщения филиала РЖД. По состоянию на начало 2022 года обе автомотрисы имеют приписку Октябрьской железной дороги.